# Старомощаницька сільська рада
Старомощани́цька сільська́ ра́да — колишній орган місцевого самоврядування у Здолбунівському районі Рівненської області. Адміністративний центр — село Стара Мощаниця.

## Загальні відомості
- Старомощаницька сільська рада утворена в 1944 році.
- Територія ради: 19,39 км²
- Населення ради: 485 осіб (станом на 2001 рік)
- Територією ради протікає річка Чорнолозка.

## Населені пункти
Сільській раді підпорядковані населені пункти:
- с. Стара Мощаниця
- с. Підгайне

## Склад ради
Рада складається з 12 депутатів та голови.
- Голова ради: Панасюк Світлана Петрівна
- Секретар ради: Сірук Юлія Вікторівна

### Керівний склад попередніх скликань
| Прізвище, ім'я, по батькові | Основні відомості                                                                    | Дата обрання | Дата звільнення |
| --------------------------- | ------------------------------------------------------------------------------------ | ------------ | --------------- |
| Єнич Олександр Васильович   | Сільський голова, 1970 року народження, член Народної партії                         | 26.03.2006   | 31.10.2010      |
| Панасюк Світлана Петрівна   | Сільський голова, 1970 року народження, освіта вища, Політична партія «Наша Україна» | 31.10.2010   |                 |

Примітка: таблиця складена за даними сайту Верховної Ради України

## Населення
За переписом населення України 2001 року в сільській раді мешкало 485 осіб.

### Мова
Розподіл населення за рідною мовою за даними перепису 2001 року:
| Мова       | Відсоток |
| ---------- | -------- |
| українська | 99,59 %  |
| російська  | 0,41 %   |